# 約吉·費雷爾
凯文·杰瑞尔·费雷尔·托马斯（1993年5月9日—），出生於印第安那州格林菲爾德，為現役美國職業籃球運動員，主要打控球後衛。曾參加過2016年NBA選秀但落選。

## 職業生涯

### 布魯克林籃網
在2016年NBA選秀後，Ferrell加入布魯克林籃網隊參加2016年的NBA夏季聯賽。他於2016年8月6日與布魯克林籃網隊簽約，但隨後於2016年10月22日在3場季前賽中釋出。在2016年11月10日他回到了布魯克林籃網隊，當晚是他的處子秀，在以110-96輸給紐約尼克的比賽中，他替補出賽14分鐘，得到了5分，3助攻，1籃板以及1抄截。12月9日，他在布魯克林出現的10場比賽后被球隊給放棄了。

### 達拉斯小牛
2017年1月29日，Ferrell與達拉斯小牛簽訂了為期10天的合同。他在第二天成為小牛的先發，得到了9分和7次助攻。一天後，他在104-97險勝克利夫蘭騎士的比賽中拿下了職業生涯最高的19分，5籃板，3助攻，4抄截。2月5日，他在108-104險勝波特蘭拓荒者的比賽中得到個人生涯新高的32分，三分球11投9中，同時他成為NBA歷史上第三個落選的新秀，在個人的前15場比賽中得到了30分的比賽，其他兩人分別是康尼·霍金斯（兩次）和安東尼·莫羅。2月8日費雷爾與小牛隊簽下兩年的合約。他現在已經是小牛主要的先發控球後衛了。

### 上海大鲨鱼
2023年8月16日，中国男子篮球职业联赛上海大鲨鱼宣布引進費雷爾。費雷爾代表上海大鲨鱼出賽9場，場均貢獻14.7分、4.6籃板、6.1助攻。

## 外部連結
- 約吉·費雷爾在fiba.basketball（英语）
- 約吉·費雷爾在NBA官網（英语）
- 約吉·費雷爾在NBA G聯盟官網（英语）
- 約吉·費雷爾在亞得里亞海聯賽官網（英语）
- 約吉·費雷爾在Basketball-Reference.com（NBA）（英语）
- 約吉·費雷爾在Basketball-Reference.com（NBA G聯盟）（英语）
- 約吉·費雷爾在Basketball-Reference.com（國際）（英语）
- 約吉·費雷爾在Sports-Reference.com（NCAA）（英语）
- 約吉·費雷爾在ESPN（NBA）（英语）
- 約吉·費雷爾在Eurobasket.com（球員）（英语）
- 約吉·費雷爾在Proballers（英语）
- 約吉·費雷爾在RealGM（球員）（英语）
- 約吉·費雷爾在中国篮球数据库